# Миор, Кристофер
Кристофер Миор (англ. Christopher Mior; род. 15 февраля 1987, Торонто) — канадский и итальянский фигурист, выступавший в танцах на льду. В паре с Федерикой Тестой становился чемпионом Италии (2011) и участником чемпионатов Европы (2010, 2011).
Миор начал заниматься фигурным катанием в десять лет. Его первыми партнёршами по танцам на льду были Криста Вольфенден и Патрисия Стаки, с которыми выступал на внутренних канадских соревнованиях. В 2009 году переехал в Италию, где образовал пару с Федерикой Тестой. Спустя два совместных сезона пара распалась. После чего начал кататься с другой итальянкой Федерикой Бернарди, они стали бронзовыми призёрами чемпионата Италии (2013).
После завершения соревновательной карьеры — тренер по фигурному катанию.

## Карьера
Кристофер Миор родился 15 февраля 1987 года в Торонто, Канада. Его отец происходил из Фриули — области на севере Италии.
В детстве Кристофер играл в хоккей. Фигурным катанием начал заниматься в десять лет, в 2002 году перешёл в танцевальную дисциплину. На юниорском уровне катался с Кристой Вольфенден, с которой стал двенадцатым на чемпионате Канады среди юниоров 2007. На следующем чемпионате выступал уже с другой партнёршей — Патрисией Стаки. Они заняли восьмое место, отмечалось что дуэт демонстрировал зрелое по юниорским меркам катание. Во второй совместный год стали выступать среди взрослых, по окончании сезона пара распалась.
В 2009 году Миор переехал в Италию, где образовал пару с местной фигуристкой Федерикой Тестой. Дуэт стал тренироваться в Милане у специалиста Паолы Меццадри. На дебютном чемпионате Италии заняли третью строчку, показав уверенное владение элементами. Благодаря чему были включены в состав команды на чемпионат Европы, на котором по результатам обязательного и оригинального танцев не сумели пройти в финал. В следующем сезоне стали чемпионами Италии, в отсутствии лидеров сборной, которые снялись с соревнований ещё до их начала.
Несмотря на успешно проведённый сезон, двухгодичное сотрудничество Миора и Тесты прекратилось. В июне 2011 года Миор начал кататься с Федерикой Бернарди. Инициатором образования новой пары выступила Паола Меццадри. Бернарди всего два года занималась танцами на льду, однако с предыдущим партнёром уже становилась бронзовой призёркой чемпионата Италии среди юниоров. Ранее она выступала с Даниелем Феррари, тренируясь с Миором и Тестой на одном катке.
В сезоне 2011/2012 Миор и Бернарди посетили два международных турнира, на которых оба раза оказались на седьмой строчке судейского протокола. В межсезонье продемонстрировали улучшение в катании: они скользили на высокой скорости и выполняли уверенные поддержки. Это помогло им стать бронзовыми призёрами чемпионата Италии 2013.
На международном уровне финишировали рядом с пьедесталом на Кубке Ниццы. Они исполнили твизлы — характерный элемент танцев на льду — четвёртого уровня и в коротком, и в произвольном танце. Во время соревнований на Универсиаде 2013 партнёр получил травму. Сперва из-за этого повреждения дуэт пропустил ежегодный чемпионат Италии, а в конце сезона, по причине продолжающихся проблем со здоровьем, пара Миора и Бернарди распалась.
После завершения соревновательной карьеры Миор вернулся в Канаду, где начал тренерскую деятельность. Одними из его учеников стали Валери Соу и Маркус Яу — первая танцевальная пара, представившая Гонконг на соревнованиях под эгидой Международного союза конькобежцев.

## Результаты
| Результаты выступлений с Федерикой Бернарди |       |       |       |
| Соревнования                                | 11/12 | 12/13 | 13/14 |
| Международные                               |       |       |       |
| Универсиада                                 |       |       | 11    |
| Volvo Open Cup                              |       |       | 11    |
| U.S. Skating Classic                        |       |       | 12    |
| Nebelhorn Trophy                            |       | 12    |       |
| Мемориал Ро́мана                             |       | 11    |       |
| Кубок Ниццы                                 |       | 4     |       |
| Trophy of Lyon                              |       | 4     |       |
| Bavarian Open                               | 7     | 8     |       |
| Icechallenge                                | 7     | 7     | 9     |
| Национальные                                |       |       |       |
| Чемпионат Италии                            |       | 3     |       |

| Выступления с Федерикой Тестой |       |       |
| Соревнования                   | 09/10 | 10/11 |
| Международные                  |       |       |
| Чемпионат Европы               | 22    | 18    |
| Finlandia Trophy               |       | 5     |
| Trophy of Lyon                 |       | 2     |
| NRW Trophy                     | 6     |       |
| Mont Blanc Trophy              | 3     |       |
| Национальные                   |       |       |
| Чемпионат Италии               | 3     | 1     |

| Результаты выступлений с Кристой Вольфенден |       |
| Соревнования                                | 06/07 |
| Чемпионат Канады среди юниоров              | 12    |

| Результаты выступлений с Патрисией Стаки |       |       |
| Соревнования                             | 07/08 | 08/09 |
| Чемпионат Канады среди юниоров           | 8     |       |
| Чемпионат Канады                         |       | 10    |